# Grythyttan
Grythyttan – miejscowość (tätort) w Szwecji, w regionie administracyjnym (län) Örebro, w gminie Hällefors.
Według danych Szwedzkiego Urzędu Statystycznego liczba ludności wyniosła: 859 (31 grudnia 2015), 824 (31 grudnia 2018) i 828 (31 grudnia 2019).